# Покахонтас (Мисури)
Покахонтас (енгл. Pocahontas) град је у америчкој савезној држави Мисури.

## Демографија
По попису из 2010. године број становника је 114, што је 13 (-10,2%) становника мање него 2000. године.
| Група             | 2000.       | 2010.       |
| Белци             | 126 (99,2%) | 113 (99,1%) |
| Афроамериканци    | 0 (0,0%)    | 1 (0,9%)    |
| Азијати           | 0 (0,0%)    | 0 (0,0%)    |
| Хиспаноамериканци | 1 (0,8%)    | 0 (0,0%)    |
| Укупно            | 127         | 114         |